# 二氧化四碳
二氧化四碳也称为“丁三烯二酮”，是一种碳氧化物。二氧化四碳的分子式为C4O2，结构式为O=C=C=C=C=O。这种有机物可视作被两个羰基取代了的丁三烯，所以可以更准确地命名为“1,2,3-丁三烯-1,4-二酮”。
C4O2是碳的二氧化物（通式：O(=C)n=O）中的第四个成员，这类直线型的碳氧化物还包括CO2、C2O2、C3O2及C5O2等。 虽然理论研究表明，此类物质中碳原子数为偶数的分子，应该都存在固有的不稳定性，但C4O2在基质中非常稳定。基质外的C4O2易发生光解，产生C3O和CO。另有研究表明，C4O2拥有一个三重态基态。

## 历史
C4O2由Günther Maier等于1990年利用基质隔离技术将低温氩基质中的环状氮杂酮闪速热解首次制得。同年，Detlev Sülzle与Helmut Schwartz利用((CH3-)2(C4O2)(=O)2=)2在气相中撞击电离制备。

## 扩展阅读
- Diederich, F.; Rubin, Y. . ChemInform. 1992-12-22, 23 (51): no–no  [2022-03-02]. doi:10.1002/chin.199251337. （原始内容存档于2022-03-02） （英语）. （页面存档备份，存于）